# Бридж, Джордж
Джордж Гриспен Бридж (род. 1 апреля 1995 года) — новозеландский регбист, играет на позиции вингера и фулбека. В настоящее время выступает за клуб Крусейдерс из города Крайстчёрч и сборную Новой Зеландии с которой стал бронзовым призером Кубка мира 2019 года.

## Карьера
Бридж дебютировал в 2016 году за клуб Кентербери во внутреннем чемпионате Новой Зеландии. Игрок отличился 5 попытками в восьми сыгранных матчах, и помог своей команде завоевать главный трофей турнира.
В следующем году Бридж сумел продвинуться на уровень выше и оказался в составе Крусейдерс, провел 18 матчей, 11 из них в стартовом составе, и занес 8 попыток, в том числе 2 хет-трика в двух матчах подряд против Стормерз (57-24) и Читас (48-21). В конце года Бриджа признали лучшим молодым игроком Крусейдерс и тогда же Бридж продлил контракт с клубом в 2022 году.
Сезон 2018 Бридж начал в качестве игрока стартового состава Крусейдерс и в 18 матчах 15 раз побывал в зачетном поле соперников и второй раз подряд стал победителем Супер Регби. Результативность Бриджа ожидаемо привела его к вызову в национальную сборную на осенние тесты. За All Blacks дебютировал в игре с Японией, выйдя на поле во втором тайме и отметившись двумя попытками. Игра закончилась победой All Blacks со счетом 69-31.В 2019 году сыграл 13 матчей за Крусейдерс, занес 4 попытки и вновь выиграл титул Супер Регби, отыграв в финале Хагуарес 19-3. В тестовых матчах в рамках подготовки к Кубку мира 2019 сыграл в двух матчах с Австралией и Тонга, и занес 5 попыток (4 в зачетку Тонга). На Кубке мира провел 4 матча и отметился двумя попытками.

## Статистика выступлений

### В Супер Регби
| Сезон | Матчи | Попытки | Очки |
| ----- | ----- | ------- | ---- |
| 2017  | 18    | 8       | 40   |
| 2018  | 18    | 15      | 75   |
| 2019  | 13    | 4       | 20   |
| 2020  | 5     | 3       | 15   |
| Итого | 54    | 30      | 150  |